# مثنوی نوشین روان
مَثْنَویِ نوشین‌روان منظومه‌ای تعلیمی و تاریخی به زبان فارسی است که توسط فردوسی طوسی، شاعر حماسه‌سرای نامدار ایرانی، سروده شده است. این مثنوی که بخشی از شاهنامه فردوسی را تشکیل می‌دهد، به داستان زندگی و پادشاهی خسرو انوشیروان (معروف به نوشین‌روان)، پادشاه ساسانی، می‌پردازد.
ساختار و موضوع
مثنوی نوشین‌روان شامل حدود ۴۰۰۰ بیت است و در قالب مثنوی (دو بیت با قافیه‌های جداگانه) سروده شده است. این منظومه به سه بخش اصلی تقسیم می‌شود:
1. مقدمه: در این بخش، فردوسی به ستایش خداوند، پیامبر اسلام و شاهان ساسانی می‌پردازد.
2. داستان زندگی خسرو انوشیروان: این بخش به شرح زندگی، نسب، کودکی، جوانی و به پادشاهی رسیدن خسرو انوشیروان می‌پردازد.
3. دوران پادشاهی خسرو انوشیروان: در این بخش، فردوسی به اقدامات و اصلاحات خسرو انوشیروان در دوران پادشاهی‌اش، از جمله اصلاحات سیاسی، اجتماعی، اقتصادی و نظامی، اشاره می‌کند.

اهمیت و ویژگی‌ها
مثنوی نوشین‌روان از نظر تاریخی و ادبی اهمیت ویژه‌ای دارد. این منظومه نه تنها اطلاعات ارزشمندی درباره زندگی و دوران پادشاهی خسرو انوشیروان ارائه می‌دهد، بلکه به عنوان یکی از منابع مهم برای مطالعه تاریخ و فرهنگ ایران در دوره ساسانی محسوب می‌شود.
از ویژگی‌های برجسته این مثنوی می‌توان به موارد زیر اشاره کرد:
- لحن حماسی: فردوسی در این منظومه نیز از لحن حماسی و باشکوهی که در شاهنامه به کار برده است، استفاده کرده است.
- استفاده از منابع تاریخی: فردوسی برای سرودن این منظومه از منابع تاریخی معتبر، از جمله خدای‌نامه، بهره برده است.
- تصویرسازی قوی: فردوسی با استفاده از تصاویر زیبا و vivid، به خوبی توانسته است صحنه‌های مختلف داستان را برای خواننده تجسم کند.
- شخصیت‌پردازی: فردوسی به خوبی شخصیت خسرو انوشیروان و سایر شخصیت‌های داستان را پرداخته است.

تاثیر
مثنوی نوشین‌روان تاثیر زیادی بر ادبیات فارسی و تاریخ‌نگاری ایران داشته است. این منظومه نه تنها مورد توجه شاعران و نویسندگان بعدی قرار گرفته است، بلکه به عنوان یکی از منابع مهم برای مطالعه تاریخ ایران در دوره ساسانی مورد استفاده پژوهشگران قرار گرفته است.
نسخه‌ها
نسخه‌های متعددی از مثنوی نوشین‌روان وجود دارد که از جمله آنها می‌توان به نسخه موجود در شاهنامه فردوسی اشاره کرد.